# Sestra (album)
Sestra je studiové album spisovatele Jáchyma Topola a pražské hudební skupiny Psí vojáci. Obsahuje devět písní s texty Jáchyma Topola ze stejnojmenné knihy Sestra, která vyšla v květnu roku 1994. Hned po vydání knihy požádal Filip Topol z Psích vojáků svého bratra Jáchyma, jestli by se nepodílel na této desce. Album bylo nahráno v červenci 1994 v brněnském studiu Audio Line a téhož roku vyšlo na CD a MC. Filip Topol výjimečně nehraje na piano, ale na syntezátor Casiotone MT-68.
Podle Filipa Topola znamená album Sestra pro Psí vojáky určitý zlom – v roce 1993 se po odchodu baskytaristy Jana Hazuky skupina téměř rozpadla. Nezvyklé použití syntezátoru Casio a nevlastních textů znamenalo pro Psí vojáky (s novým baskytaristou Luďkem Horkým) „nové nadechnutí“.

## Seznam písní

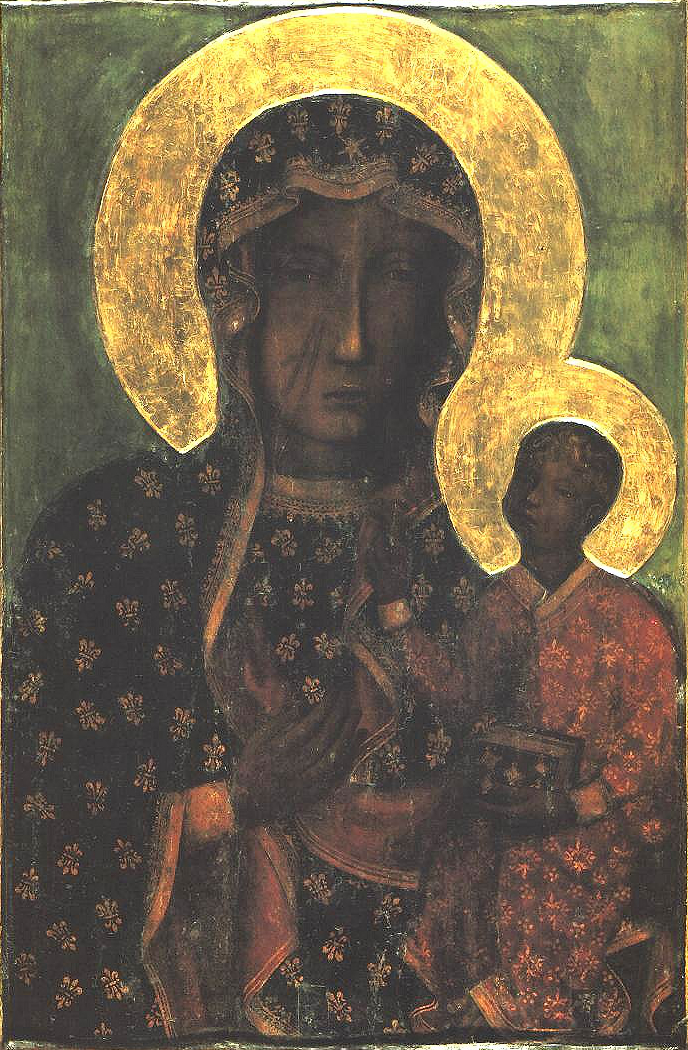
Černá Madona z Čenstochové, slavná ikona ze 14. století, která je použita na obalu desky.

1. Vlčí sen, Do města, Jiný příběh – 10:40
2. Ohnivá voda – 5:11
3. Cestou – 5:16
4. Ráno, pořád – 3:21
5. Kdykoli – 7:01
6. „Teď jděte v pokoji“ – 5:14
7. Starý slova – 4:49
8. Je tam – 2:32
9. Já, to mně a B. a obrana – 3:30

## Složení

### Jáchym Topol & Psí vojáci
- Jáchym Topol – texty, čtení (1a)
- Filip Topol – zpěv, Casiotone MT-68
- David Skála – bicí nástroje
- Jiří Jelínek – saxofon
- Luděk Horký – basová kytara, kytara

### Host
- Monika Načeva – zpěv (2)